# Pysäjärvi
Pysäjärvi är en sjö i Kiruna kommun i Lappland och ingår i Torneälvens huvudavrinningsområde. Sjön är 6 meter djup, har en yta på 0,427 kvadratkilometer och befinner sig 264,9 meter över havet. Pysäjärvi ligger i Torne och Kalix älvsystem Natura 2000-område. Sjön avvattnas av vattendraget Pysäjoki.

## Delavrinningsområde
Pysäjärvi ingår i det delavrinningsområde (751858-174219) som SMHI kallar för Mynnar i Torneälvens vattendragsyta. Medelhöjden är 275 meter över havet och ytan är 20,28 kvadratkilometer. Räknas de 6 avrinningsområdena uppströms in blir den ackumulerade arean 133,33 kvadratkilometer. Pysäjoki som avvattnar avrinningsområdet har biflödesordning 2, vilket innebär att vattnet flödar genom totalt 2 vattendrag innan det når havet efter 318 kilometer. Avrinningsområdet består mestadels av skog (70 procent) och sankmarker (14 procent). Avrinningsområdet har 1,74 kvadratkilometer vattenytor vilket ger det en sjöprocent på 8,6 procent.